# Lista odcinków serialu Czarodzieje z Waverly Place
W tym artykule znajduje się lista odcinków z serialu Czarodzieje z Waverly Place.

## Przegląd sezonów
| Seria | Seria             | Odcinki           | Odcinki           | Pierwsza emisja      | Pierwsza emisja      | Pierwsza emisja      | Pierwsza emisja      |
| Seria | Seria             | USA               | Polska            | Premiera             | Finał                | Premiera             | Finał                |
| ----- | ----------------- | ----------------- | ----------------- | -------------------- | -------------------- | -------------------- | -------------------- |
|       | 1                 | 1–21 (21)         | 1–21 (21)         | 12 października 2007 | 31 sierpnia 2008     | 29 lutego 2008       | 28 listopada 2008    |
|       | 2                 | 22–51 (30)        | 22–51 (30)        | 12 września 2008     | 21 sierpnia 2009     | 18 kwietnia 2009     | 16 października 2010 |
|       | Film              | Film              | Film              | 28 sierpnia 2009     | 28 sierpnia 2009     | 31 października 2009 | 31 października 2009 |
|       | 3                 | 52–79 (28)        | 52–81 (30)        | 9 października 2009  | 15 października 2010 | 13 marca 2010        | 1 marca 2011         |
|       | 4                 | 80–106 (27)       | 82–110 (29)       | 12 listopada 2010    | 6 stycznia 2012      | 2 kwietnia 2011      | 26 maja 2012         |
|       | Odcinek specjalny | Odcinek specjalny | Odcinek specjalny | 15 marca 2013        | 15 marca 2013        | 25 maja 2013         | 25 maja 2013         |

## Seria 1: 2007–2008
- Ta seria liczy 21 odcinków.
- Selena Gomez i David Henrie są obecni we wszystkich odcinkach.
- Jake T. Austin jest nieobecny w jednym odcinku.
- Maria Canals Barrera i David DeLuise są nieobecni w dwóch odcinkach.
- Jennifer Stone jest nieobecna w dziewięciu odcinkach.

| №  | Nr | Tytuł                                                          | Reżyseria       | Scenariusz                              | Premiera             | Premiera w Polsce |
| -- | -- | -------------------------------------------------------------- | --------------- | --------------------------------------- | -------------------- | ----------------- |
| 1  | 1  | Dziesięciominutowa wyprzedaż „Crazy 10-Minutes Sale”           | Fred Savage     | Todd J. Greenwald                       | 12 października 2007 | 7 marca 2008      |
| 2  | 2  | Pierwszy pocałunek „First Kiss”                                | Joe Regalbuto   | Vince Cheung Ben Montanio               | 19 października 2007 | 29 lutego 2008    |
| 3  | 3  | Apetyt na czekoladę „I Almost Drowned in a Chocolate Fountain” | Joe Regalbuto   | Gigi McCreery Perry Rein                | 26 października 2007 | 29 lutego 2008    |
| 4  | 4  | Nowa pracownica „New Employee”                                 | Bob Berlinger   | Peter Murrieta                          | 2 listopada 2007     | 28 marca 2008     |
| 5  | 5  | Odczarowany wieczór „Disenchanted Evening”                     | Mark Cendrowski | Jack Sanderson                          | 9 listopada 2007     | 18 kwietnia 2008  |
| 6  | 6  | Latanie na dywanie „You Can’t Always Get What You Carpet”      | Fred Savage     | Peter Murrieta                          | 10 listopada 2007    | 4 kwietnia 2008   |
| 7  | 7  | Podwieczorek „Alex’s Choice”                                   | Bob Berlinger   | Matt Goldman                            | 16 listopada 2007    | 25 kwietnia 2008  |
| 8  | 8  | Poskromienie smoka „Curb Your Dragon”                          | Bob Berlinger   | Gigi McCreery Perry Rein                | 30 listopada 2007    | 2 maja 2008       |
| 9  | 9  | Kino „Movies”                                                  | Mark Cendrowski | Justin Varava                           | 14 grudnia 2007      | 9 maja 2008       |
| 10 | 10 | Kłopotliwy pryszcz „Pop Me and We Both Go Down”                | Bob Berlinger   | Vince Cheung Ben Montanio               | 6 stycznia 2008      | 16 maja 2008      |
| 11 | 11 | Napoje i podboje „Potion Commotion”                            | Bob Berlinger   | Todd J. Greenwald                       | 10 lutego 2008       | 23 maja 2008      |
| 12 | 12 | Siostrzyczka Justina „Justin’s Little Sister”                  | Andrew Tsao     | Eve Weston                              | 9 marca 2008         | 30 maja 2008      |
| 13 | 13 | Szkoła czarów (Część 1) „Wizard School” (Part 1)               | Mark Cendrowski | Vince Cheung Ben Montanio               | 6 kwietnia 2008      | 6 czerwca 2008    |
| 14 | 14 | Szkoła czarów (Część 2) „Wizard School” (Part 2)               | Mark Cendrowski | Gigi McCreery Perry Rein                | 6 kwietnia 2008      | 13 czerwca 2008   |
| 15 | 15 | Niesamowity Justin „The Supernatural”                          | Mark Cendrowski | Matt Goldman                            | 18 maja 2008         | 7 listopada 2008  |
| 16 | 16 | Zwariowany świat Alex „Alex in the Middle”                     | Bob Berlinger   | Matt Goldman                            | 15 czerwca 2008      | 7 listopada 2008  |
| 17 | 17 | Karta ocen „Report Card”                                       | Andrew Tsao     | Gigi McCreery Perry Rein Peter Murrieta | 29 czerwca 2008      | 14 listopada 2008 |
| 18 | 18 | Kto to wymyślił? „Credit Check”                                | Fred Savage     | Todd J. Greenwald                       | 6 lipca 2008         | 28 listopada 2008 |
| 19 | 19 | Wiosenne szaleństwo Alex „Alex’s Spring Fling”                 | Victor Gonzalez | Matt Goldman                            | 20 lipca 2008        | 21 listopada 2008 |
| 20 | 20 | Urodziny Alex „Quinceañera”                                    | Victor Gonzalez | Gigi McCreery Perry Rein                | 10 sierpnia 2008     | 14 listopada 2008 |
| 21 | 21 | W muzeum „Art Museum Piece”                                    | Victor Gonzalez | Vince Cheung Ben Montanio               | 31 sierpnia 2008     | 21 listopada 2008 |

## Seria 2: 2008–2009
- Ta seria liczy 30 odcinków.
- Selena Gomez i David Henrie są obecni we wszystkich odcinkach.
- Jake T. Austin jest nieobecny w jednym odcinku.
- Jennifer Stone jest nieobecna w trzech odcinkach.
- David DeLuise jest nieobecny w pięciu odcinkach.
- Maria Canals Barrera jest nieobecna w siedmiu odcinkach.

| № | Nr | Tytuł                                 | Polski tytuł                                      | Reżyseria       | Scenariusz                   | Premiera (Disney Channel, Stany Zjednoczone) | Premiera w Polsce (Disney Channel) |
| --- | -- | ------------------------------------- | ------------------------------------------------- | --------------- | ---------------------------- | -------------------------------------------- | ---------------------------------- |
| 22 | 1  | Smarty Pants                          | Spodnie Wiedzy                                    | Victor Gonzalez | Todd J. Greenwald            | 12 września 2008                             | 25 kwietnia 2009                   |
| 23 | 2  | Beware Wolf                           | Strzeż Się Wilka                                  | Victor Gonzalez | Vince Cheung, Ben Montanio   | 21 września 2008                             | 2 maja 2009                        |
| 24 | 3  | Graphic Novel                         | Ilustrowana Opowieść                              | Mark Cendrowski | Gigi McCreery, Perry Rein    | 5 października 2008                          | 9 maja 2009                        |
| 25 | 4  | Racing                                | Wyścigi                                           | Victor Gonzalez | Justine Bateman              | 12 października 2008                         | 16 maja 2009                       |
| 26 | 5  | Alex’s Brother, Maximan               | Brat Alex Maximan                                 | Victor Gonzalez | Matt Goldman                 | 19 października 2008                         | 23 maja 2009                       |
| 27 | 6  | Saving WizTech (Part 1)               | Ocalić Wiz-Tech (Część 1)                         | Bob Berlinger   | Peter Murrieta               | 26 października 2008                         | 18 kwietnia 2009                   |
| 28 | 7  | Saving WizTech (Part 2)               | Ocalić Wiz-Tech (Część 2)                         | Bob Berlinger   | Peter Murrieta               | 26 października 2008                         | 18 kwietnia 2009                   |
| 29 | 8  | Harper Knows                          | Harper Wie                                        | Victor Gonzalez | Gigi McCreery, Perry Rein    | 23 listopada 2008                            | 6 czerwca 2009                     |
| 30 | 9  | Taxi Dance                            | Taniec Taksówki                                   | Mark Cendrowski | Peter Murrieta               | 7 grudnia 2008                               | 13 czerwca 2009                    |
| 31 | 10 | Baby Cupid                            | Kupidyn                                           | Bob Berlinger   | Vince Cheung, Ben Montanio   | 14 grudnia 2008                              | 20 czerwca 2009                    |
| 32 | 11 | Make It Happen                        | Będzie się działo                                 | Bob Koherr      | Justin Varava                | 1 stycznia 2009                              | 4 lipca 2009                       |
| 33 | 12 | Fairy Tale                            | Bajka Wróżki                                      | Bob Koherr      | Gigi McCreery, Perry Rein    | 25 stycznia 2009                             | 18 lipca 2009                      |
| 34 | 13 | Fashion Week                          | Tydzień Mody                                      | Victor Gonzalez | Todd J. Greenwald            | 15 lutego 2009                               | 25 lipca 2009                      |
| 35 | 14 | Helping Hand                          | Pomocna Dłoń                                      | Bob Koherr      | Jay Baxter, Shaun Zaken      | 16 lutego 2009                               | 31 października 2009               |
| 36 | 15 | Art Teacher                           | Nauczycielka Sztuki                               | Victor Gonzalez | Todd J. Greenwald            | 1 marca 2009                                 | 5 września 2009                    |
| 37 | 16 | Future Harper                         | Harper Z Przyszłości                              | Bob Koherr      | Matt Goldman, Peter Murrieta | 15 marca 2009                                | 11 lipca 2009                      |
| 38 | 17 | Alex Does Good                        | Alex Robi Dobrze                                  | Guy Distad      | Vince Cheung, Ben Montanio   | 5 kwietnia 2009                              | 20 lutego 2010                     |
| 39 | 18 | Hugh’s Not Normous                    | Hugh Nie Normus                                   | Ken Ceizler     | Justin Varava                | 12 kwietnia 2009                             | 10 października 2009               |
| 40 | 19 | Don’t Rain On Justin’s Parade - Earth | Niech Nie pada Na Paradzie Justina - Ziemi        | Bob Koherr      | Richard Goodman              | 19 kwietnia 2009                             | 15 września 2010                   |
| 41 | 20 | Family Game Night                     | Rodzinna Noc Gier                                 | Bob Koherr      | Gigi McCreery, Perry Rein    | 26 kwietnia 2009                             | 13 lutego 2010                     |
| 42 | 21 | Justin’s New Girlfriend               | Nowa Dziewczyna Justina                           | Victor Gonzalez | Richard Goodman              | 2 maja 2009                                  | 6 lutego 2010                      |
| 43 | 22 | My Tutor, Tutor                       | Moja Nauczycielka, Uczy                           | David DeLuise   | Vince Cheung, Ben Montanio   | 29 maja 2009                                 | 14 września 2010                   |
| 44 | 23 | Paint By Committee                    | Malować Dla Komitetu                              | Bob Koherr      | Peter Dirksen                | 26 czerwca 2009                              | 16 października 2010               |
| 45 | 24 | Wizard for a Day                      | Czarodziej Na Dzień                               | Bob Koherr      | Justin Varava                | 10 lipca 2009                                | 16 października 2010               |
| 46 | 25 | Cast-Away (To Another Show)           | Statkiem na Hawaje                                | Victor Gonzalez | Peter Murrieta               | 17 lipca 2009                                | 24 grudnia 2009                    |
| Odcinek jest pierwszą częścią trzyodcinkowego crossoveru Nie ma to jak statek z Czarodziejami i Hanną Montaną, pomiędzy serialami Suite Life: Nie ma to jak statek (część 2: sezon 1, odcinek 21) oraz Hannah Montana (część 3: sezon 3, odcinek 19). |    |                                       |                                                   |                 |                              |                                              |                                    |
| 47 | 26 | Wizards vs. Vampires on Waverly Place | Czarodzieje przeciwko Wampirom na Waverly Place   | Victor Gonzalez | Peter Murrieta               | 24 lipca 2009                                | 26 października 2009               |
| 48 | 27 | Wizards vs. Vampires: Tasty Bites     | Czarodzieje przeciwko Wampirom: Smaczne Ukąszenie | Mark Cendrowski | Justin Varava                | 31 lipca 2009                                | 27 października 2009               |
| 49 | 28 | Wizards vs. Vampires: Dream Date      | Czarodzieje przeciwko Wampirom: Randka We Śnie    | Bob Koherr      | Gigi McCreery, Perry Rein    | 7 sierpnia 2009                              | 28 października 2009               |
| 50 | 29 | Wizards & Vampires vs. Zombies        | Czarodzieje & Wampiry przeciwko Zombie            | Victor Gonzalez | Gigi McCreery, Perry Rein    | 8 sierpnia 2009                              | 23 stycznia 2010                   |
| 51 | 30 | Retest                                | Powtórka Z Testu                                  | Victor Gonzalez | Todd J. Greenwald            | 21 sierpnia 2009                             | 27 lutego 2010                     |

## Film: 2009
| Nr | Tytuł                               | Polski tytuł                      | Reżyseria     | Scenariusz    | Premiera (Disney Channel, Stany Zjednoczone) | Premiera w Polsce (Disney Channel) |
| -- | ----------------------------------- | --------------------------------- | ------------- | ------------- | -------------------------------------------- | ---------------------------------- |
| F1 | Wizards of Waverly Place: The Movie | Czarodzieje z Waverly Place: Film | Peter Chelsom | Dan Berendsen | 28 sierpnia 2009                             | 31 października 2009               |

## Seria 3: 2009–2010
- Ta seria liczy 30 odcinków.
- Selena Gomez i David Henrie są obecni we wszystkich odcinkach.
- Jennifer Stone i David DeLuise są nieobecni w trzech odcinkach.
- Jake T. Austin jest nieobecny w czterech odcinkach.
- Maria Canals Barrera jest nieobecna w sześciu odcinkach.

| №  | Nr | Tytuł                                                            | Polski tytuł                             | Reżyseria         | Scenariusz                                           | Premiera (Disney Channel, Stany Zjednoczone) | Premiera w Polsce (Disney Channel) |
| -- | -- | ---------------------------------------------------------------- | ---------------------------------------- | ----------------- | ---------------------------------------------------- | -------------------------------------------- | ---------------------------------- |
| 52 | 1  | Franken Girl                                                     | Frankenka                                | Bob Koherr        | Peter Murrieta                                       | 9 października 2009                          | 13 marca 2010                      |
| 53 | 2  | Halloween                                                        | Nawiedzony dom                           | Bob Koherr        | Todd J. Greenwald                                    | 16 października 2009                         | 13 marca 2010                      |
| 54 | 3  | Monster Hunter                                                   | Łowca Potworów                           | Bob Koherr        | Richard Goodman                                      | 23 października 2009                         | 27 marca 2010                      |
| 55 | 4  | Three Monsters                                                   | Trzy Potwory                             | Victor Gonzalez   | Justin Varava                                        | 30 października 2009                         | 19 czerwca 2010                    |
| 56 | 5  | A Night at the Lazerama                                          | Noc w Lazarni                            | Victor Gonzalez   | Peter Murrieta                                       | 6 listopada 2009                             | 1 maja 2010                        |
| 57 | 6  | Doll House                                                       | Domek dla lalek                          | Jean Sagal        | Vince Cheung, Ben Montanio                           | 20 listopada 2009                            | 13 marca 2010                      |
| 58 | 7  | Marathon Helper                                                  | Pomoc w maratonie                        | Victor Gonzalez   | Vince Cheung, Ben Montanio                           | 4 grudnia 2009                               | 15 maja 2010                       |
| 59 | 8  | Alex Charms a Boy                                                | Namaluj mnie!                            | Bob Koherr        | Peter Murrieta                                       | 15 stycznia 2010                             | 19 czerwca 2010                    |
| 60 | 9  | Wizards vs. Werewolves                                           | Czarodzieje kontra wilkołaki (Część 1-2) | Victor Gonzalez   | Vince Cheung, Perry Rein, Gigi McReery, Ben Montanio | 22 stycznia 2010                             | 30 października 2010               |
| 61 | 10 | Positive Alex                                                    | Pozytywna Alex                           | Victor Gonzalez   | Gigi McCreery, Perry Rein                            | 26 lutego 2010                               | 29 maja 2010                       |
| 62 | 11 | Detention Election                                               | Wybory                                   | Bob Koherr        | Gigi McCreery, Perry Rein                            | 19 marca 2010                                | 23 października 2010               |
| 63 | 12 | Dude Looks Like Shakira                                          | Shakira na Waverly Place                 | Victor Gonzalez   | Peter Murrieta                                       | 16 kwietnia 2010                             | 3 października 2010                |
| 64 | 13 | Eat to the Beat                                                  | Przygrywka do lunchu                     | Guy Distad        | Richard Goodman                                      | 30 kwietnia 2010                             | 23 października 2010               |
| 65 | 14 | Third Wheel                                                      | Trzecie koło                             | Robbie Countryman | Justin Varava                                        | 30 kwietnia 2010                             | 18 grudnia 2010                    |
| 66 | 15 | The Good, the Bad, and the Alex                                  | Czarodziejska rewolucja                  | Victor Gonzalez   | Todd J. Greenwald                                    | 7 maja 2010                                  | 4 stycznia 2011                    |
| 67 | 16 | Western Show                                                     | Życie jak w westernie                    | Bob Koherr        | Justin Varava                                        | 14 maja 2010                                 | 11 stycznia 2011                   |
| 68 | 17 | Alex’s Logo                                                      | Za dużo prawdy naraz                     | David DeLuise     | David Henrie                                         | 21 maja 2010                                 | 18 stycznia 2011                   |
| 69 | 18 | Dad’s Buggin’ Out                                                | Nasz ojciec to owad!                     | Guy Distad        | Todd J. Greenwald                                    | 4 czerwca 2010                               | 25 stycznia 2011                   |
| 70 | 19 | Max’s Secret Girlfriend                                          | Sekrety przed dziewczyną                 | Bob Koherr        | Gigi McCreery, Perry Rein                            | 11 czerwca 2010                              | 12 lutego 2011                     |
| 71 | 20 | Alex Russo, Matchmaker?                                          | Robo-spięcie                             | David DeLuise     | Vince Cheung, Ben Montanio                           | 2 lipca 2010                                 | 1 lutego 2011                      |
| 72 | 21 | Delinquent Justin                                                | Hipis absolwentem                        | Mary Lou Belli    | Justin Varava                                        | 16 lipca 2010                                | 8 lutego 2011                      |
| 73 | 22 | Captain Jim Bob Sherwood                                         | Kapitan Jim Bob Sherwood                 | Jean Sagal        | Richard Goodman                                      | 23 lipca 2010                                | 15 lutego 2011                     |
| 74 | 23 | Wizards vs. Finkles                                              | Mistrzowie kabaretu                      | Victor Gonzalez   | Peter Dirksen                                        | 30 lipca 2010                                | 22 lutego 2011                     |
| 75 | 24 | All About You-Niverse                                            | Po drugiej stronie lustra                | Bob Koherr        | Marcus Alexander Hart                                | 20 sierpnia 2010                             | 19 lutego 2011                     |
| 76 | 25 | Uncle Ernesto                                                    | Wuj Ernesto                              | Bob Koherr        | Todd J. Greenwald                                    | 27 sierpnia 2010                             | 26 lutego 2011                     |
| 77 | 26 | Moving On                                                        | Wspomnienie Julii                        | Robbie Countryman | Peter Murrieta                                       | 10 września 2010                             | 19 lutego 2011                     |
| 78 | 27 | Wizards Unleashed Również jako: Alex Saves Mason oraz Puppy Love | Mason powraca (Część 1-2)                | Victor Gonzalez   | Vince Cheung, Justin Varava, Ben Montanio            | 1 października 2010                          | 22 lutego 2011                     |
| 79 | 28 | Wizards Exposed                                                  | Zagrożenie                               | Bob Koherr        | Richard Goodman                                      | 15 października 2010                         | 1 marca 2011                       |

## Seria 4: 2010–2012
- Ta seria liczy 29 odcinków.
- W tej serii zmienia się piosenka tytułowa – jest to remiks piosenki z pozostałych trzech serii.
- Selena Gomez, David Henrie i Jennifer Stone są obecni we wszystkich odcinkach.
- W tej serii Gregg Sulkin odgrywał rolę drugoplanową jako Mason Greyback, a Bailee Madison zagrała żeńską formę Maxa Russo jako Maxine w pięciu odcinkach po czym znikła z obsady drugoplanowej.
- David DeLuise jest nieobecny w dwóch odcinkach.
- Maria Canals Barrera jest nieobecna w trzech odcinkach.
- Jake T. Austin jest nieobecny w czterech odcinkach, w tym w jednym odcinku specjalnym/dwuczęściowym.
- Jest to ostatnia seria serialu.

| №   | Nr | Tytuł                          | Polski tytuł                                                                     | Reżyseria          | Scenariusz                                   | Premiera (Disney Channel, Stany Zjednoczone) | Premiera w Polsce (Disney Channel) |
| --- | -- | ------------------------------ | -------------------------------------------------------------------------------- | ------------------ | -------------------------------------------- | -------------------------------------------- | ---------------------------------- |
| 80  | 1  | Alex Tells The World           | Nieoczekiwany zwrot akcji                                                        | Victor Gonzalez    | Gigi McCreery, Perry Rein                    | 12 listopada 2010                            | 2 kwietnia 2011                    |
| 81  | 2  | Alex Gives Up                  | Rezygnacja                                                                       | Victor Gonzalez    | Todd J. Greenwald                            | 27 listopada 2010                            | 2 kwietnia 2011                    |
| 82  | 3  | Lucky Charmed                  | Żyć bez magii                                                                    | Victor Gonzalez    | Justin Varava                                | 10 grudnia 2010                              | 9 kwietnia 2011                    |
| 83  | 4  | Journey to the Center of Mason | Podróż do wnętrza Masona                                                         | Robbie Countryman  | Peter Dirksen                                | 17 grudnia 2010                              | 16 kwietnia 2011                   |
| 84  | 5  | Three Maxes and a Little Lady  | Trzech Maxów i mała Dziewczynka                                                  | Victor Gonzalez    | Richard Goodman                              | 7 stycznia 2011                              | 30 kwietnia 2011                   |
| 85  | 6  | Daddy’s Little Girl            | Mała dziewczynka Taty                                                            | Robbie Countryman  | Gigi McCreery, Perry Rein                    | 21 stycznia 2011                             | 29 maja 2011                       |
| 86  | 7  | Everything’s Rosie for Justin  | Tylko Rosie dla Justina                                                          | Victor Gonzalez    | Justin Varava                                | 4 lutego 2011                                | 4 czerwca 2011                     |
| 87  | 8  | Dancing with Angels            | Tańczyć z Aniołami                                                               | Victor Gonzalez    | Richard Goodman                              | 11 lutego 2011                               | 11 czerwca 2011                    |
| 88  | 9  | Wizards vs. Angels             | Czarodzieje kontra Anioły (Część 1-2)                                            | Victor Gonzalez    | Richard Goodman                              | 18 lutego 2011                               | 18 czerwca 2011                    |
| 89  | 10 | Back to Max                    | Max powraca                                                                      | Guy Distad         | Todd J. Greenwald                            | 11 marca 2011                                | 6 sierpnia 2011                    |
| 90  | 11 | Zeke Finds Out                 | Zeke poznaje sekret                                                              | David DeLuise      | Peter Dirksen                                | 8 kwietnia 2011                              | 27 sierpnia 2011                   |
| 91  | 12 | Magic Unmasked                 | Magiczne niezdemaskowanie                                                        | David DeLuise      | Justin Varava                                | 13 maja 2011                                 | 17 września 2011                   |
| 92  | 13 | Meet the Werewolves            | Spotkanie z Wilkołakami                                                          | Victor Gonzalez    | David Henrie                                 | 17 czerwca 2011                              | 1 października 2011                |
| 93  | 14 | Beast Tamer                    | Obudzić bestię                                                                   | Victor Gonzalez    | Gigi McCreery, Perry Rein                    | 24 czerwca 2011                              | 8 października 2011                |
| 94  | 15 | Wizard of the Year             | Czarodziej roku                                                                  | Victor Gonzalez    | Richard Goodman                              | 8 lipca 2011                                 | 15 października 2011               |
| 95  | 16 | Misfortune at the Beach        | Zła wróżba na plaży                                                              | Jody Margolin Hahn | Vince Cheung, Ben Montanio                   | 24 lipca 2011                                | 22 października 2011               |
| 96  | 17 | Wizards vs. Asteroid           | Czarodzieje kontra Asteroida                                                     | Victor Gonzalez    | Peter Dirksen                                | 19 sierpnia 2011                             | 29 października 2011               |
| 97  | 18 | Justin’s Back In               | Justin powraca                                                                   | Guy Distad         | Todd J. Greenwald                            | 26 sierpnia 2011                             | 3 grudnia 2011                     |
| 98  | 19 | Alex the Puppetmaster          | Alex - władca lalek                                                              | Victor Gonzalez    | Gigi McCreery, Perry Rein                    | 16 września 2011                             | 10 grudnia 2011                    |
| 99  | 20 | My Two Harpers                 | Moja druga Harper                                                                | Victor Gonzalez    | Manny Basanese                               | 30 września 2011                             | 7 stycznia 2012                    |
| 100 | 21 | Wizards of Apartment 13B       | Czarodzieje z Piętra 13B                                                         | Guy Distad         | Justin Varava                                | 7 października 2011                          | 14 kwietnia 2012                   |
| 101 | 22 | Ghost Roommate                 | Duchowa Współlokatorka                                                           | David DeLuise      | Richard Goodman                              | 14 października 2011                         | 14 kwietnia 2012                   |
| 102 | 23 | Get Along, Little Zombie       | Znikać stąd małe Zombie                                                          | Victor Gonzalez    | Peter Dirksen                                | 21 października 2011                         | 15 kwietnia 2012                   |
| 103 | 24 | Wizards vs. Everything         | Czarodzieje kontra Wszystko                                                      | Victor Gonzalez    | Gigi McCreery, Perry Rein                    | 28 października 2011                         | 15 kwietnia 2012                   |
| 104 | 25 | Rock Around the Clock          | Powrót do przeszłości                                                            | Guy Distad         | Robert Boesel                                | 4 listopada 2011                             | 16 stycznia 2012                   |
| 105 | 26 | Harperella                     | Harperella                                                                       | Victor Gonzalez    | Richard Goodman, Justin Varava               | 18 listopada 2011                            | 12 maja 2012                       |
| 106 | 27 | Who Will Be the Family Wizard  | Kto zostanie rodzinnym czarodziejem? (Część 1-2) Również jako: Finał (Część 1-2) | Victor Gonzalez    | Vince Cheung, Ben Montanio, Todd J.Greenwald | 6 stycznia 2012                              | 26 maja 2012                       |

## Odcinek specjalny: 2013
| Nr | Tytuł                             | Polski tytuł                          | Reżyseria       | Scenariusz                                | Premiera (Disney Channel, Stany Zjednoczone) | Premiera w Polsce (Disney Channel) |
| -- | --------------------------------- | ------------------------------------- | --------------- | ----------------------------------------- | -------------------------------------------- | ---------------------------------- |
| S1 | The Wizards Return: Alex vs. Alex | Powrót czarodziejów: Alex kontra Alex | Victor Gonzalez | Vince Cheung, Ben Montanio, Dan Berendsen | 15 marca 2013                                | 25 maja 2013                       |